# Convento de Santa Inés (Sevilla)
El convento de Santa Inés de Sevilla, situado en la céntrica calle Doña María Coronel de esta ciudad, lo funda en el año 1374 una dama de ilustre familia sevillana, María Coronel, viuda de Juan de la Cerda. Esta fundación la lleva a cabo en el solar del palacio familiar de su padre, el señor de Aguilar, al que luego añadieron algunas casas contiguas, como la de Juan Rodríguez Tello, sobre la que posteriormente se levantaría la iglesia. Un total de cuarenta mujeres ingresaron en este convento en el momento de su fundación

## Contexto histórico

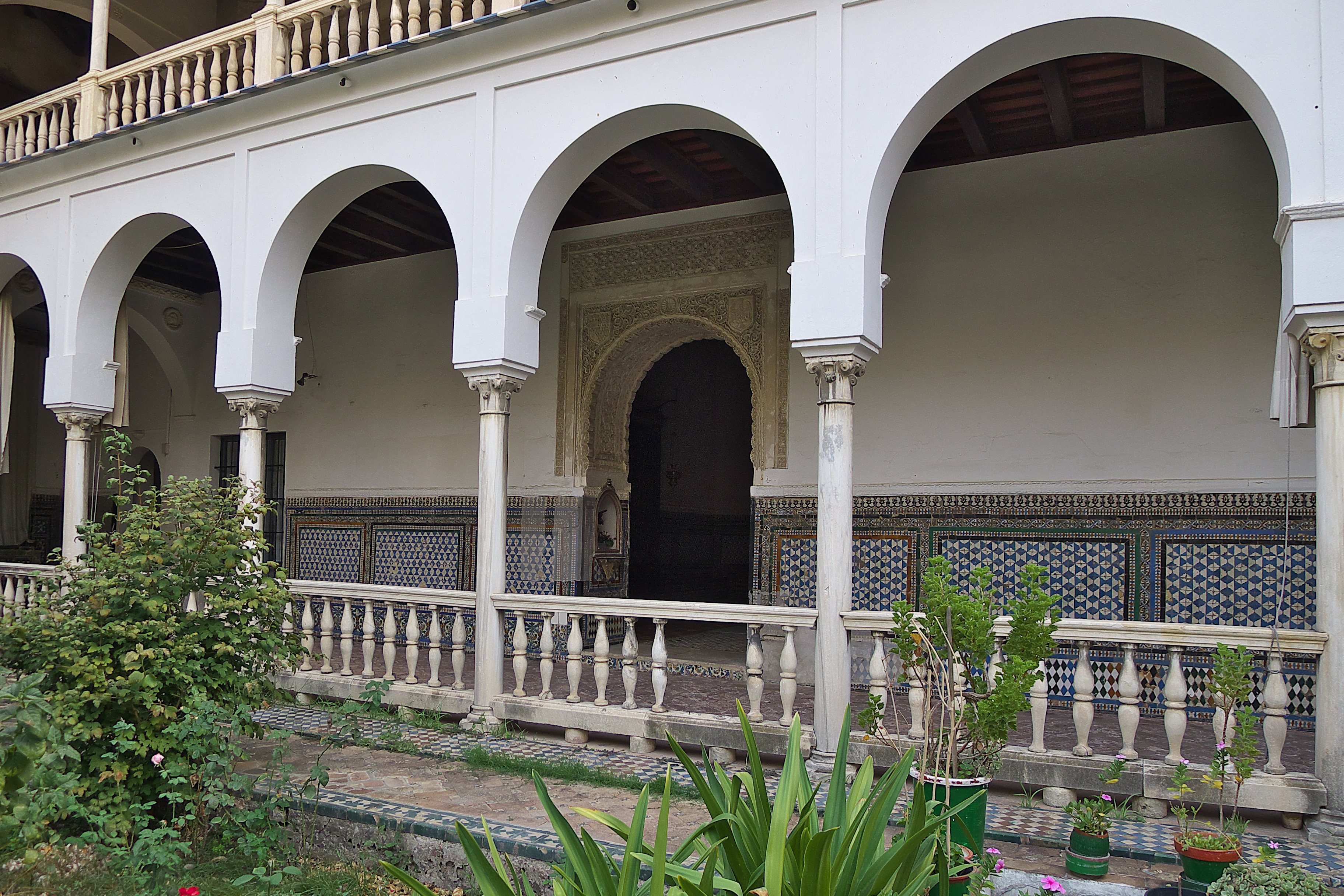
Claustro del Herbolario, puerta de estilo mudéjar.

La fundación de este convento se debió a María Coronel. Esta era la hija menor de cuatro hermanos. Era hija de Alonso Fernández Coronel, que disfrutaba de los favores del rey Alfonso XI. Se casó con Juan de la Cerda y su patrimonio aumentó en el reinado de Pedro I. Pero, debido a desajustes con el rey, su marido cayó en desgracia y fue preso en nombre del rey, requisándose sus bienes. María Coronel fue a suplicar al rey el perdón de su marido y lo consiguió, pero cuando llegó a Sevilla su marido ya había muerto en la cárcel. Ella decidió tomar el hábito de las monjas clarisas del Real Monasterio de Santa Clara de Sevilla, pero el rey decidió perseguirla, acosándola en amores, y ella, para acabar con esa situación, se arrojó aceite hirviendo a la cara. Muerto Pedro I, Enrique II de Trastámara devolvió los bienes a María Coronel y esta decidió fundar un convento de monjas de clausura. Tras pedir permiso al papa, al rey y al resto de autoridades, lo fundó en el antiguo palacio de sus padres.  El convento era más grande que en la actualidad. A mediados del siglo pasado, se tuvo que vender parte de las huertas y de los almacenes por lo deteriorados que estaban estos lugares de la clausura.

## Descripción del convento

### Entrada
La entrada al convento se hace por la calle Doña María Coronel, atravesando el compás se encuentran las viviendas de los porteros, la logia de las puerta regular, el locutorio, el torno y la portada de la iglesia.
La puerta regular tiene por delante una pequeña logia. Al atravesarla nos encontramos con un pequeño vestíbulo y, a continuación, con el patio del obrador, porticado en dos de sus frentes con doble arcada, al que se abren la cocina, el obrador, el horno, almacenes, etc.; la clausura se organiza alrededor de varios claustros y patios.

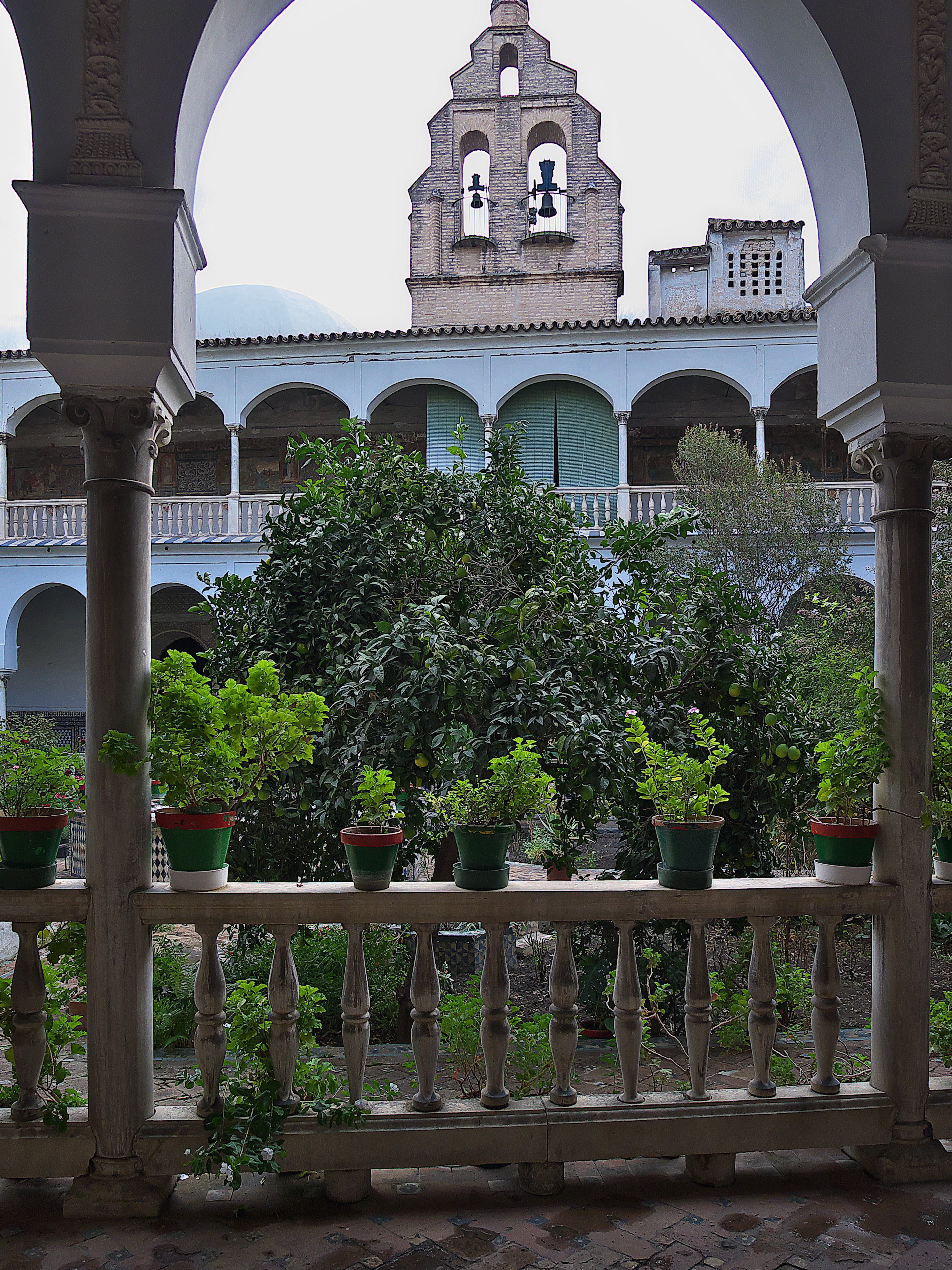
Claustro del Herbolario.

### Claustros
El patio de la Camarilla tiene forma rectangular, con una pila de mármol blanco y tazón esbelto. El patio está formado por una doble galería de arcos peraltados en la planta baja y arcos rebajados en la planta alta, mientras el cuarto lado posee arquería solo en la planta baja. En la planta baja del patio se encuentra la cocina, la enfermería baja, y la sala de oración. En la planta alta están la mayoría de las celdas de nueva factura.
El claustro principal o del herbolario, que aunque persisten reminiscencias del gótico-mudéjar, es de forma trapezoidal con arcos peraltados en la parte baja y rebajados en la planta alta, soportados por esbeltas columnas con acanto. Los cuatro lados de las dos galerías lo recorren balaustrada formada por pequeñas columnas de mármol. En el centro del patio hay una fuente recubierta de azulejos de tipo cuenca.
Desde este claustro se divisa la espadaña, construida en 1376. De estilo mudéjar, es la más antigua que se conserva en Sevilla. Su aspecto actual, en ladrillo visto, se lo dio una intervención de Rafael Manzano en la década de 1970.
En la galería alta hay buenas e interesantes pinturas realizadas al fresco, al estilo italiano, entre 1540 y 1550. En estos frescos aparecen representados 32 escenas del Antiguo Testamento alternadas con 75 santos y santas relacionados con la Orden de Santa Clara, enmarcados en simuladas hornacinas y soportes de fingidas ménsulas, decoradas con 38 grutescos y coronadas con el escudo franciscano de las cinco llagas sangrantes. Las escenas comienzan con la creación del hombre y acaban con la alegoría de la Inmaculada Concepción.

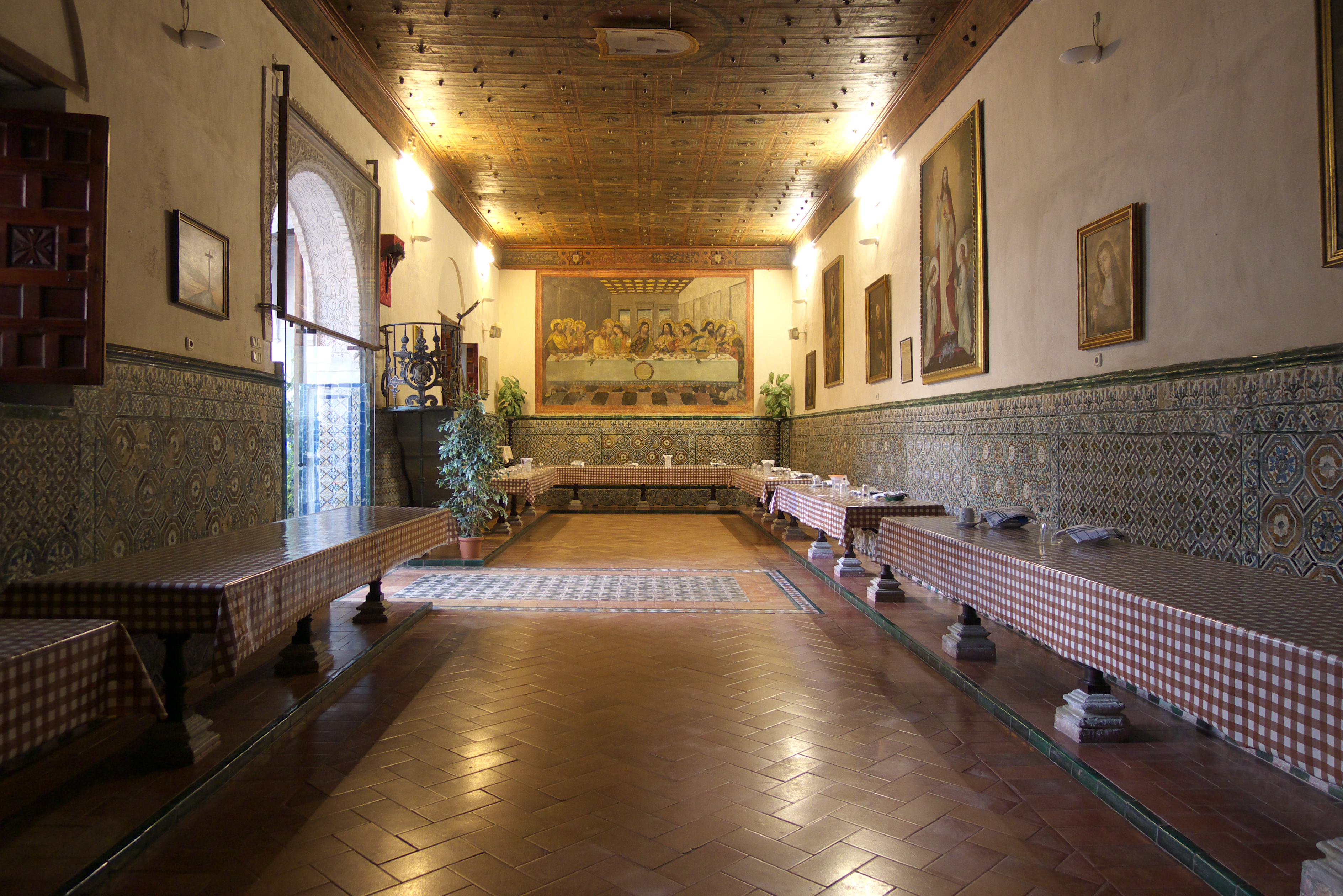
Refectorio.

En el claustro del Noviciado encontramos pinturas murales de autor desconocido. También hay restos de pintura en el intradós de los arcos y en la cenefa del zócalo de hacia 1545 de estilo renacentista de la escuela sevillana.
A este claustro se abre el refectorio, cubierto con un artesonado de madera simulando casetones. Está presidido por una pintura mural, de autor desconocido, que representa la Última Cena, copia de la de Leonardo da Vinci. Las demás pinturas que decoran esta sala son copias de Murillo. Sus muros están cubiertos por un azulejo de tipo cuenca. En el lateral se encuentra el púlpito de rejería fechable en torno a 1600.

### Salas
La sala de oraciones, que se utiliza como sala capitular, es una estancia cuadrada, se observa un banco a lo largo de sus muros, revestidos con azulejos de Cuenca del siglo XVI. Preside la sala un retablo que presenta la Sagrada Familia, atribuida al pintor Domingo Martínez, de siglo XVIII, a los pies de las tres figuras aparece una pareja de ángeles que portan carteles con las palabras “Gloria in Etelsis Deo et in Terra Paz Himinibus Bone Voluntatis”, por encima aparece la figura del Espíritu Santo llevado por dos ángeles. A los lados, los escudos de la orden franciscana y dominica, en los laterales, en dos cuerpos, hay representaciones de los arcángeles San Miguel, San Rafael y San Gabriel, y el Ángel de la Guarda. Otra pintura importante es la de San Juan Bautista con representaciones de algunas escenas de su vida.
Repartida a lo largo de los muros se encuentra una serie de vitrinas donde se muestran las imágenes barrocas de un crucificado, de la asunción de la Virgen, de San Francisco y de Santa Clara. La pieza escultórica más importante es una imagen de la Titular del convento, Santa Inés, atribuida a Pedro Millán, realizada en torno a 1500. Del siglo XIX son un niño Jesús y San Antonio de Padua.

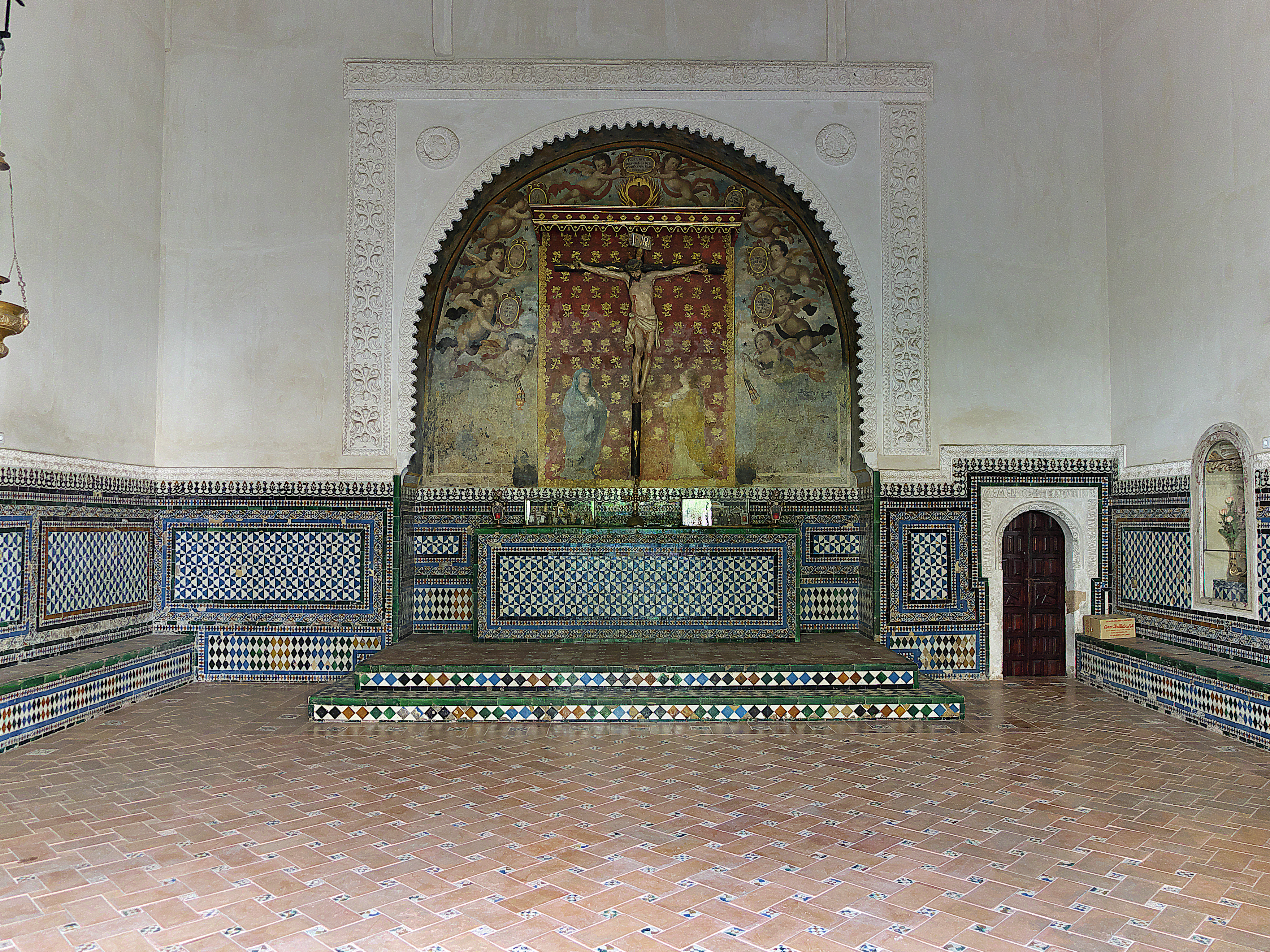
Sala capitular.

La sala de profundis es un recinto cuadrado en forma de cuba, de origen islámico, parece ser resto de una pequeña mezquita o zauia, de construcción probablemente anterior a la reconquista de la ciudad, cubierto por una bóveda de diecisiete paños sobre trompas en los ángulos. Esta sala se utiliza como cementerio para las religiosas.
La puerta de entrada está decorada con finas yeserías mudéjares, copia de las que cubren el intradós del arco de la Puerta del perdón de la Catedral, y los batientes de entrada están decorados con representaciones de Santa Clara, de San Francisco de Asís y representaciones heráldicas del siglo XVI.
Sus cuatro muros lo recorren un zócalo de preciosos azulejos de cuenca o arista del siglo XVI y el muro frontal está presidido por un crucificado realizado por Francisco de Ocampo, en 1630, y el fondo del dosel está pintado por Domingo Martínez con una decoración de ángeles con carteles e incendiarios. Además encontramos pinturas de anagramas y escudos realizados por Herrera el Viejo.
Varias vitrinas cobijan las imágenes de la Dolorosa, Santa Rita y Jesús de la Humildad, todas del siglo XVIII. La más importante es la del “Ecce Homo” que, según la tradición, un día de marzo de 1685 sudó sangre.
Otros elementos escultóricos interesantes son el de la Sagrada Cena, de mediados del XIX. Es una escena anacrónica y desproporcionada tomando protagonismo los elementos secundarios y el grupo formado por los personajes que representan escenas de Santa Clara, de gran calidad artística y pose teatral muy encontrada en el barroco sevillano.
En la enfermería alta encontramos el tríptico de la Inmaculada. De los noviciados antiguos solo se utiliza el espacio determinado a los lavaderos que se abren a la antigua huerta. Del noviciado alto parte un pasadizo que comunica la nave de los dormitorios con el claustro principal.

## Iglesia

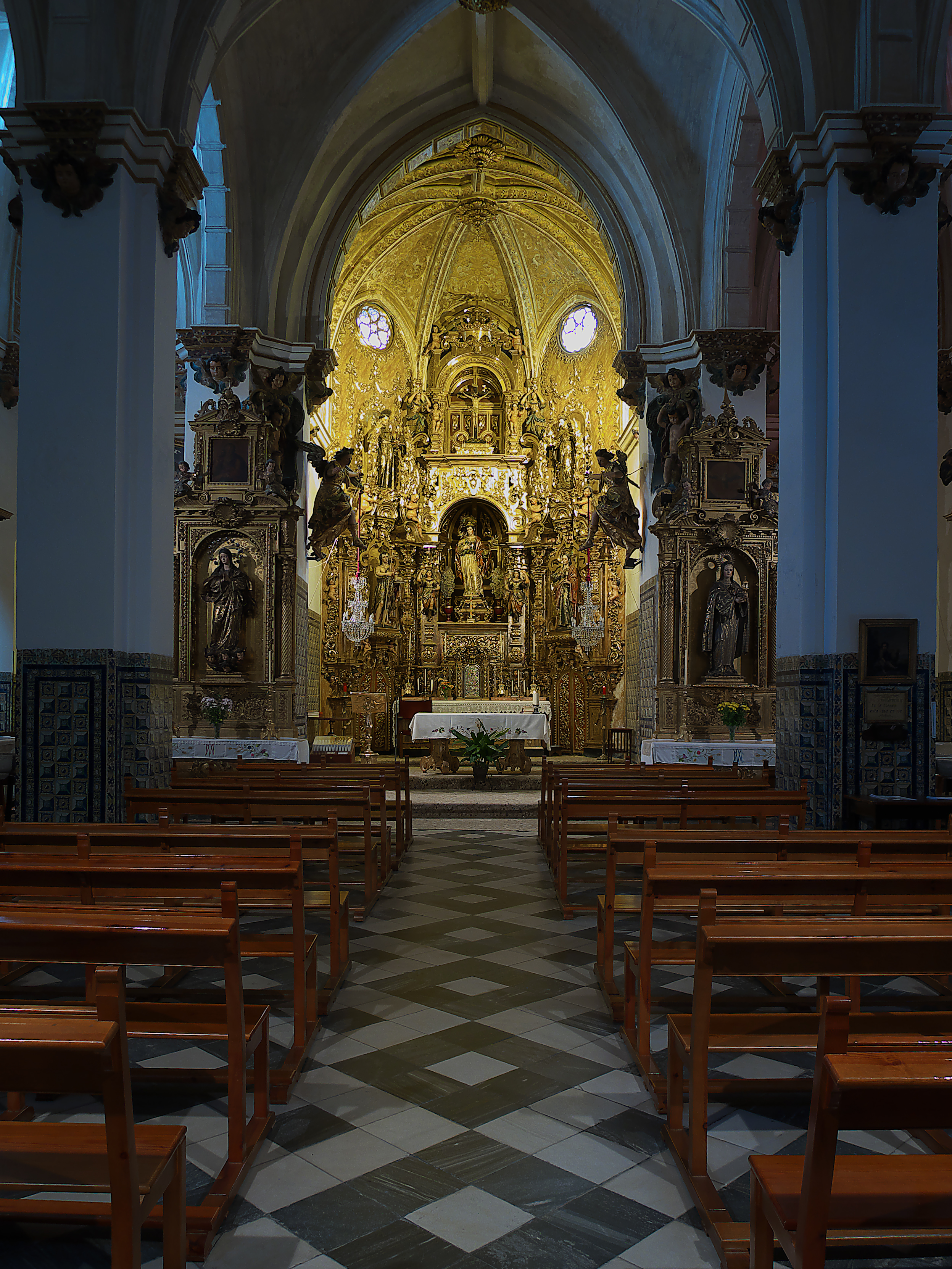
Iglesia del Convento de Santa Inés.

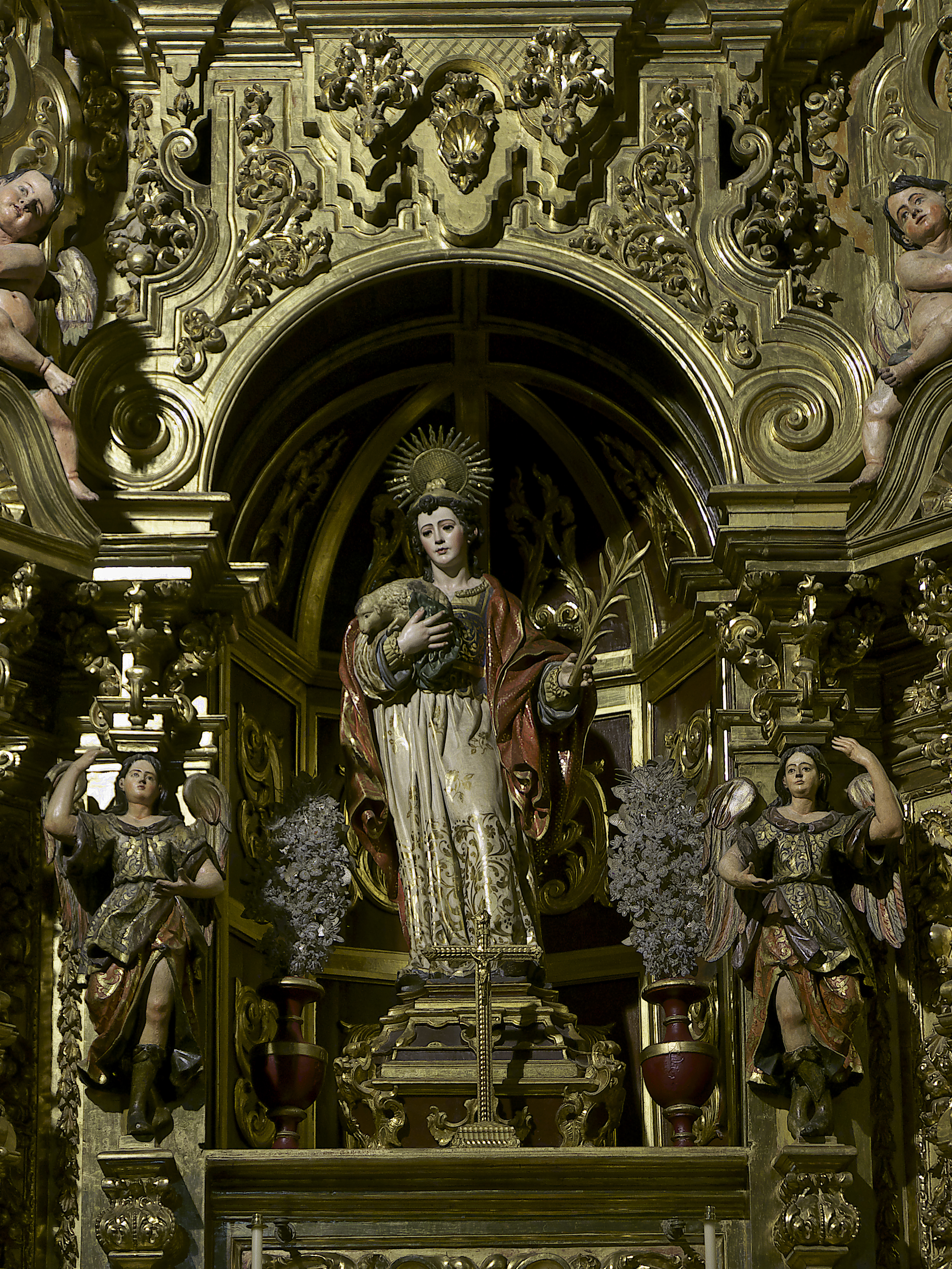
Retablo mayor de la Iglesia de Santa Inés.

Se abre mediante una portada adintelada con frontón recto y partido con ático y esbeltas pirámides en su remate de estilo manierista, fechable en el primer tercio del siglo XVII. El interior no sigue los esquemas de las iglesias conventuales sevillanas, de una sola nave de cajón, sino que ésta es de planta basilical, de tres naves separadas por pilares cruciformes. La nave central es más ancha que las laterales y más larga, tanto por los pies como por el presbiterio, que se remata con cabecera poligonal, que se abre con una bóveda de ojiva de ladrillos soportada con nervaduras de espinazo.
En 1630 la iglesia fue restaurada por Herrera el Viejo, y de este momento son las yeserías y las pinturas del coro. Por encima de la reja del coro aparece una pintura al fresco que representa un gran escudo franciscano rodeado de una laurea sujetado por una pareja de ángeles y a cada lado, dos tarjas con un jarrón de azucenas y una custodia como símbolo de la Orden de Santa Clara, que es la orden franciscana para religiosas. De Herrera el Viejo son las cabezas de querubines que se representan a lo largo de la cornisa a la altura de la imposta de los arcos y los dos ángeles que sostienen los pilares del presbiterio. De la misma época son los azulejos que lo rodean.
Sobre la reja que separa la iglesia del coro, cuelga un retablo de María Coronel con una leyenda que dice: “A la comunidad del convento de Santa Inés dedica este retablo de su ilustre fundadora y venerable prelada doña María Fernández Coronel insigne ejemplo de fortaleza de ánimo, castidad y heroísmo cristiano. J.D.B. Año MDCCCLVI”.
El retablo mayor de la iglesia fue realizado por José Fernández y Francisco José de Medinilla, entre 1719 y 1748, de estilo barroco, separadas sus calles por elementos estructurales de estípites con decoración de carnosos roleos vegetales. Lo preside la imagen de la santa titular, Santa Inés, realizada por Francisco de Ocampo hacia 1630. Esta imagen procede del antiguo retablo mayor desaparecido, igual que las imágenes que se ubican en las calles laterales, San Juan Bautista, San Antonio de Padua, San Juan Evangelista y San Pascual Bailón, todas barrocas del XVII. 
Sobre los pilares que determinan el segundo tramo de la nave central se encuentran ubicadas dos imágenes en sendas hornacinas que cobijan una a la Inmaculada y la otra a Santa Clara relacionadas ambas con la producción de Juan de Remesal y datadas en el primer tercio del siglo XVII.
En la cabecera de la nave de la derecha se encuentra un retablo neoclásico con ángeles del siglo XVII que pertenecieron al desaparecido altar mayor. Está presidido este retablo por una imagen de San Francisco de Asís de Juan de Bremesal que también perteneció al antiguo retablo. Del siglo XVIII es la imagen del Ecce Homo colocada en el banco. A continuación, la imagen de San José del XIX y al final de la nave está el retablo de San Expedito, obra neoclásica y la imagen es del siglo XIX.
En la cabecera de la nave derecha se ubica el retablo de la Virgen del Rosario, cuyas pinturas de escuela flamenca, fueron realizadas en el primer tercio del siglo XVI representando escenas de la vida de la Virgen. La imagen titular es del siglo XVIII y en el banco aparece otra serie de santos que son San Pedro, San Blas, San Sebastián, la degollación de San Juan Bautista y la misa de San Gregorio. A continuación hay una pequeña hornacina que la cierra una reja gótica, en ella hay una urna con reliquias de los santos mártires de Colonia.
En esta misma nave se encuentra un retablo neoclásico dedicado a San Blas. La imagen del santo, que denota su influencia manierista, fue realizada por Juan de Mesa en 1617 y posteriormente ha sido restaurada.
A continuación encontramos la portada de la iglesia y al otro lado un retablo construido con elementos arquitectónicos del siglo XVI como son las tablas referentes a San Juan Bautista y San Jerónimo y del siglo XVII son las imágenes de San Antonio de Padua y el arcángel San Miguel.
Cerca de la reja del coro se ubica una sencilla urna, cuyas puertas decoradas en 1770 con rocalla, ángeles, temas heráldicos y guirnaldas de flores, donde está depositado el cuerpo incorrupto de María Coronel que viste el hábito femenino de la orden, a la que pertenecía.
La sacristía está situada en el lado derecho del presbiterio con un magnífico artesonado de casetones de estilo renacentista y las paredes cubiertas por azulejos de tipo cuenca del siglo XVII. Está presidida en el centro por el Calvario, pintura mural de estilo manierista, en la izquierda se encuentra San Francisco de Asís y en la derecha San Antonio de Padua. El intradós del arco está decorado con grutesco y con repintes tanto en óleo como en temple, de 1575.
El coro bajo está situado a los pies de la nave central. Consta de tres tramos cubiertos con bóveda de crucería. La sillería es de estilo renacentista con motivos platerescos y hechos con madera de roble tallada por el entallador Diego Vázquez y el carpintero Cristóbal Sánchez Bazán. Se firmó el contrato de ejecución el 8 de enero de 1542. En él se marca como modelo la sillería de la Colegial del Salvador. El respaldo tiene decoración de grutesco. El facistol es de estilo barroco en el que destaca la imagen de la Inmaculada en su remate. Presenta una tribuna sobre la reja que le separa de la iglesia. Sus muros están decorados con motivos manieristas de gran plasticidad, que fueron ejecutados por Francisco de Herrera hacia 1630. Aparecen escudos heráldico de la familia Coronel, los escudos de la Orden Franciscana, los anagramas de Jesús, María y en el centro el Cordero Místico, entre ellos, textos sagrados tomados de San Bernardo. Hay algunas repisas y hornacinas conteniendo al niño Jesús, a la Inmaculada, a San Juanito y al Ecce Homo.

## Referencias literarias

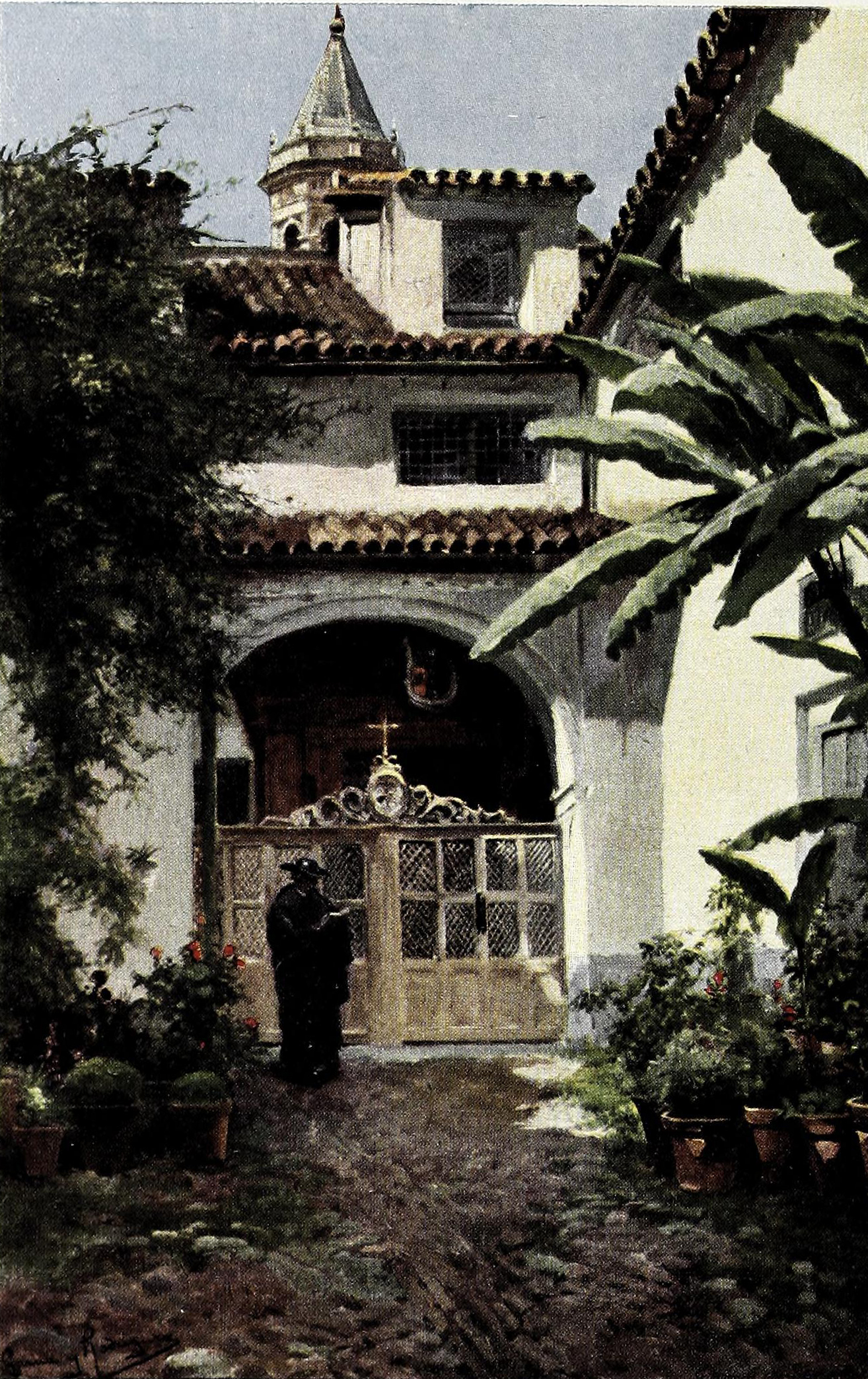
«Sevilla. Convento de Santa Inés» de García y Rodríguez (Blanco y Negro, 1906)